# Hotel U mrtvého alpinisty
Hotel U mrtvého alpinisty (1970, Отель У Погибшего Альпиниста) je vědeckofantastický román s detektivní zápletkou od ruských sovětských spisovatelů bratrů Strugackých.

## Obsah románu
Román se odehrává ve vysokohorském hotelu U mrtvého alpinisty v odlehlém údolí někde v Alpách, kde chce policejní inspektor Peter Glebski strávit klidnou dovolenou. Když však lavina odřízne hotel od světa a dokonce dojde k nevysvětlitelné vraždě v zamčeném pokoji, je inspektorovi jasné, že s jeho odpočinkem je konec. Musí zahájit vyšetřování, ale čím více se snaží najít logické vysvětlení vraždy, tím více si uvědomuje, že hosté v hotelu nejsou tím, čím se zdají být.
Nakonec se zjistí, že v hotelu dochází ke střetnutí obyvatel cizí planety s pozemskými gangstery. Mimozemská technicky vyspělejší civilizace vyslala na Zem své pozorovatele, kteří se vzhledem i chováním připodobnili lidem. Shodou okolností však navázali první kontakt se členy zločineckého gangu, který začne zneužívat jejich schopností.
Když mimozemšťané zjistí pravdu, snaží se z područí bandy vymanit. Před odletem na vlastní planetu uprchnou do hotelu U mrtvého alpinisty. Vražda je vysvětlena tím, že zavražděný muž byl ve skutečnosti robot, kterému došla energie. Glebovski odmítá uvěřit této fantastické skutečnosti a snaží se všechny zadržet až do té doby, než přijde policie, čímž zaviní závěrečnou tragédii. Mimozemšťané jsou v hotelu bandou vypátráni a při pokusu o útěk ke své kosmické lodi zlikvidováni.

## Filmové adaptace
- Hotel U mrtvého alpinisty (1979, Hukkunud Alpinisti' hotell), estonský sovětský film, režie Grigori Kromanov.

## Česká vydání
- Hotel U mrtvého alpinisty, Československý spisovatel, Praha 1972, přeložil Jaroslav Piskáček, znovu Lidové nakladatelství, Praha 1983.